# Бањин
Бањин (чеш. Banín) је насељено мјесто са административним статусом сеоске општине (чеш. obec) у округу Свитави, у Пардубичком крају, Чешка Република.

## Географија
Налази се око 11 км јужно од града Свитави. Већим дијелом се налази у историјској регији Чешкој, међутим периферни дио катастарске територије се протеже чак у историјској регији Моравској. У близини села протиче ријека Свитава.

## Историја
Село се први пут спомиње у документу из 1291. године као circa villam Banín. 1976. године је заједно са насељима Лавичне и Бјела на Свитави интегрисано у једно насеље. Од 1990. године је поново самостално насеље. У селу се налази готичка црква Свете Варваре из 14. вијека.

## Становништво
Према подацима о броју становника из 2014. године насеље је имало 325 становника.